# Herdwick
Ne doit pas être confondu avec Hardwick.
La Herdwick est une race de mouton domestique originaire du Lake District de Cumbria dans le nord-ouest de l'Angleterre. Le nom Herdwick dérive du vieux norrois herdvyck, signifiant « pâture de mouton ». C'est une race peu prolifique et dont la laine est de qualité moyenne en comparaison de celles de moutons Mérinos, mais les herdwicks sont prisés pour leur rusticité, leur capacité à se contenter de fourrages grossiers, et leur côté « territorial » qui leur permet de ne pas s'égarer dans les terrains parfois dangereux du Lake District. Elle fait partie intégrante de l'identité culturelle de cette région, et 95 % de l'ensemble du cheptel d'herdwicks est élevé autour des Furness Fells (en).
Fortement menacée par l'épidémie de fièvre aphteuse de 2001 qui a touché l'Angleterre et le Pays de Galles, la race a été sauvée grâce à la volonté de préserver cet animal unique, emblématique de l'agriculture des Lakeland, et grâce à l'aide du National Trust for Places of Historic Interest or Natural Beauty.

## Histoire

### Origine

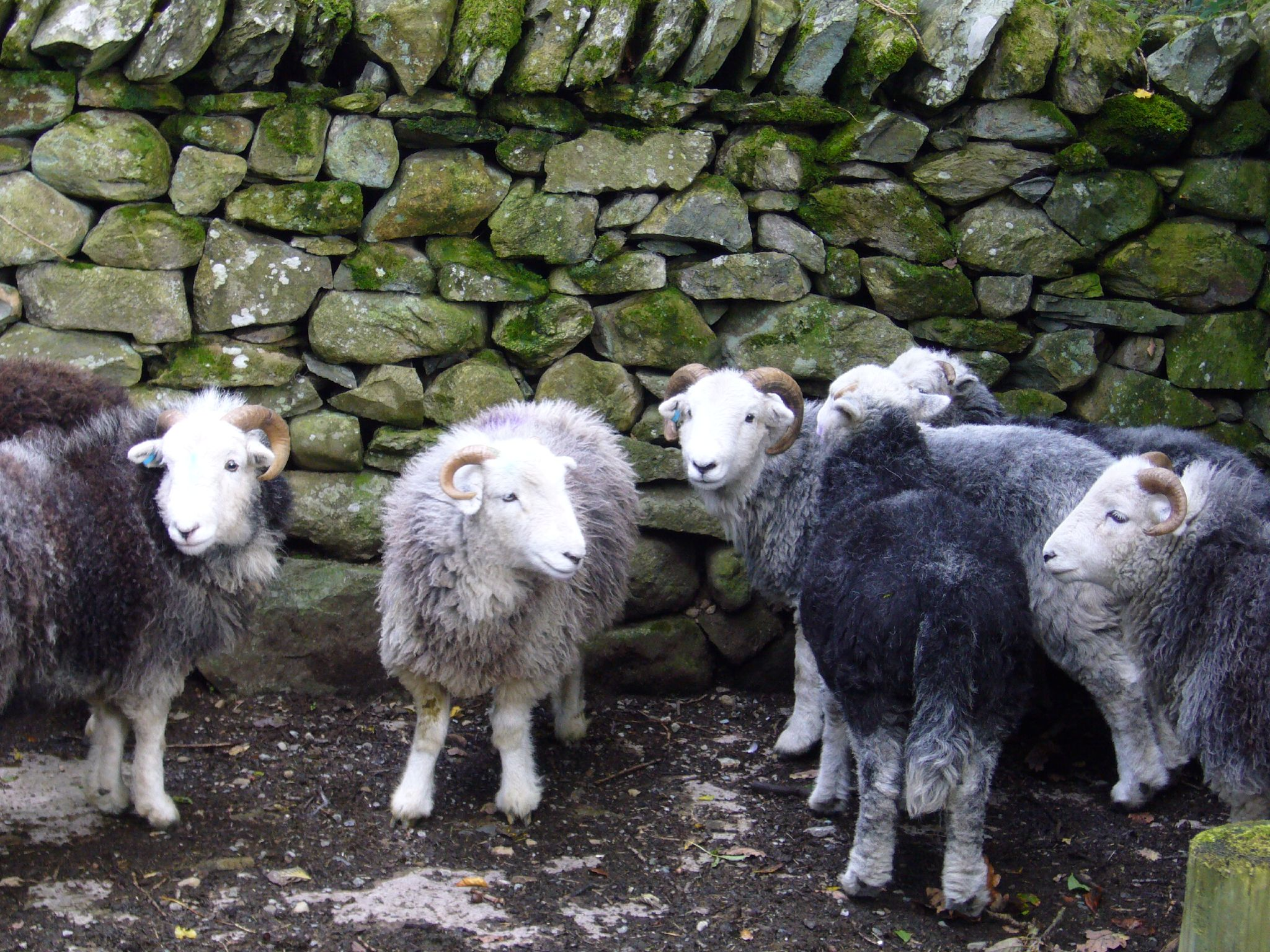
Les béliers herdwick sont souvent gardés ensemble dans un même lot en dehors des périodes de saillies

Le nom vient du mot herdvyck, signifiant « pâture à moutons », et a été retrouvé dans des documents datant du XIIe siècle. L'origine de la race elle-même est inconnue, mais la théorie la plus largement acceptée est celle selon laquelle les ancêtres de ce mouton ont été introduits par les premiers pionniers normands. Ainsi, elle serait arrivée dans la région vers le Xe siècle ou le XIe siècle lors des invasions vikings. Une ancienne tradition locale lui donne une tout autre origine, en suggérant qu'il serait arrivé d'un vaisseau de l'Invincible Armada espagnole échoué sur les côtes anglaises,.
Pendant des siècles, l'élevage des herdwicks a façonné les paysages du Lake District. Les troupeaux de moutons ont permis de conserver des paysages ouverts, et les petits murs de pierre sèche que l'on trouve dans les vallées avaient pour principale fonction de contenir les brebis sur les pâturages. Dans le langage courant local, de nombreux mots se référaient à l'élevage du mouton. L'ancien système de Yan tan tethera (en) pour compter les moutons est un système qui a survécu du système brittonique.

#### Beatrix Potter
Dans la seconde partie de sa vie, l'auteur de livre pour enfants Beatrix Potter a élevé des brebis herdwicks, et s'est même impliquée dans la race au point de devenir présidente de l'association des éleveurs de la race. Entre 1930 et 1938, elle remporte de nombreux prix à des concours de la race herdwick en Cumbria. À sa mort en 1943, elle lègue quinze fermes et approximativement 1 600 hectares au National Trust, et à la suite de ces dernières volontés elles continuent à être valorisées par des brebis herdwicks.

### Histoire récente
Plus récemment, le Lake District a tourné son économie vers le tourisme plutôt que vers l'agriculture. L'important afflux de touristes dans la région a été un temps en conflit avec la vie traditionnelle locale, et notamment avec l'élevage des herdwicks. Un fermier de la région a résumé le problème ainsi : « Nous avons 100 000 visiteurs dans nos campagnes chaque année... Si seulement un sur cent oublie de fermer une barrière, c'est une centaine de fois que nous devons partir récupérer nos moutons ».

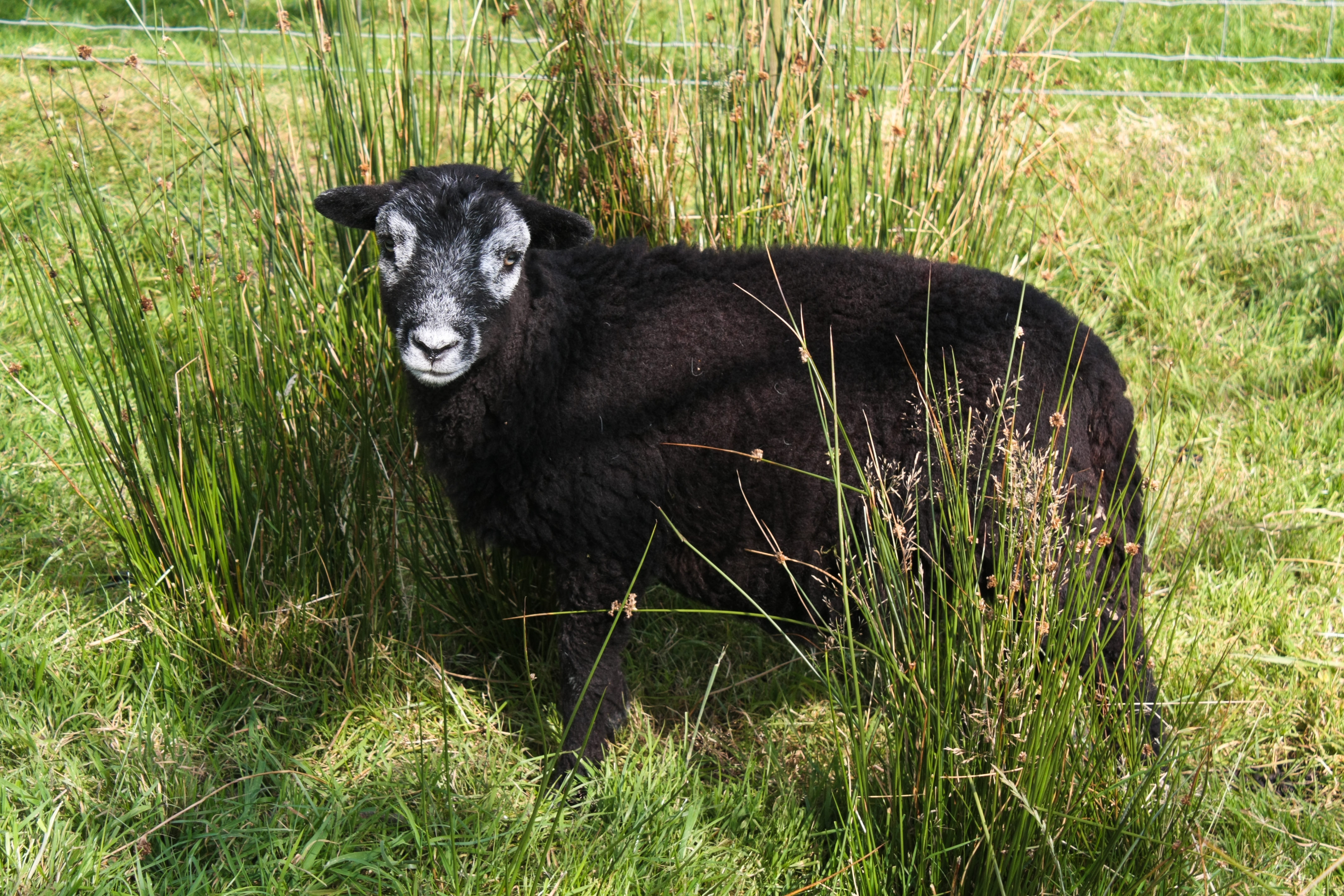
Les agneaux herdwicks naissent presque tout noirs et s'éclaircissent au fil du temps.

À la fin du XXe siècle, il devient de moins en moins économiquement viable d'élever des herdwicks sans aide extérieure. Les prix de la laine sur le marché libre descend parfois jusqu'à 10 € la tonne, sachant que la toison d'une brebis ne pèse guère plus de 10 kg. Sans garanties financières sur le prix de la laine par le National Trust, le coût de la tonte des brebis serait supérieur à ce que la vente de la laine rapporterait. D'ailleurs, une majorité d'éleveurs brûlent la laine comme un déchet après la tonte. Le Trust fonctionne en fait comme un marchand de laine, qui sert d'intermédiaire entre les éleveurs et le British Wool Marketing Board (en) en faisant plus de poids grâce aux importants volumes dont il dispose. La plupart des éleveurs vivent surtout de la vente des agneaux, et des subventions du National Trust et de l'union européenne. Les éleveurs du Lake District reçoivent notamment des aides pour compenser le fait qu'ils exploitent une zone dite « défavorisée », suivant l'England Rural Development Programme (en). Ses aides sont versées à condition qu'ils respectent les pratiques de l'agriculture durable.

95 % des 50 000 herdwicks vivent dans un périmètre de 23 km autour de Coniston, en Cumbria, et cette proximité augmente la vulnérabilité de la race à d'importantes épidémies. Ainsi, l'épidémie de fièvre aphteuse de 2001 a conduit à la destruction de plusieurs troupeaux, ce qui a mis en péril l'avenir de la race mais aussi de l'élevage traditionnel de moutons dans cette région et des paysages qu'il a façonnés. Parmi les 100 000 moutons herdwicks existants avant l'épidémie, 25 % furent perdus. Ces animaux furent difficiles à remplacer car les troupeaux vivant depuis très longtemps dans les collines connaissaient bien le territoire qui leur était imparti, et l'arrivée de moutons venus d'ailleurs aurait nécessité l'implantation de clôtures dans les collines. D'importantes personnalités anglaises militèrent pour la vaccination des animaux plutôt que leur abattage, pour conserver ce qui est considéré comme une part de l'identité culturelle et de la tradition des collines et des landes. Plusieurs habitants du Lake District voient en cette race un des emblèmes de leur région. Ainsi A. Harry Griffin qui y a longtemps vécu et écrivait pour The Guardian a dit un jour qu': 
« Il y a d'autres races de moutons de montagne dans les collines du Lakeland fells, notamment la Swaledale et le Rough Fell, mais le rustique herdwick est le mouton le plus communément rencontré dans la vallée de Duddon, les collines de Coniston et Buttermere et à travers Borrowdale ou Wasdale, jusqu'au plus hautes terres d'Angleterre, les Scafells. Plus que les vieux murs en pierres sèches, les ponts des parcs à chevaux ou les fermes blanchies à la chaux, la petite herdwick grise est emblématique du Lakeland. »
« Si ces moutons et leurs bergers disparaissent, c'est la fin du Lakeland où je grimpe, marche et skie depuis bientôt quatre-vingts ans ; du Lakeland sur lequel j'ai écrit presque toute ma vie. »
 La destruction de troupeaux entiers signifierait que les bergers auraient dû abandonner leurs pratiques, qui consistaient à laisser les brebis pâturer librement dans les collines, sans trop s'écarter du territoire qui leur était imparti. Les brebis enseignent ce territoire aux agneaux, mais s'il avait fallu introduire de nouvelles brebis tout était à refaire. L'introduction d'animaux non dressés au pâturage libre risque de causer un surpâturage,. Le Cumbria Hill Sheep Initiative a été créé pour analyser après coup les circonstances dans lesquelles la maladie avait sévi, pour tenter d'empêcher un tel accident dans l'avenir,.

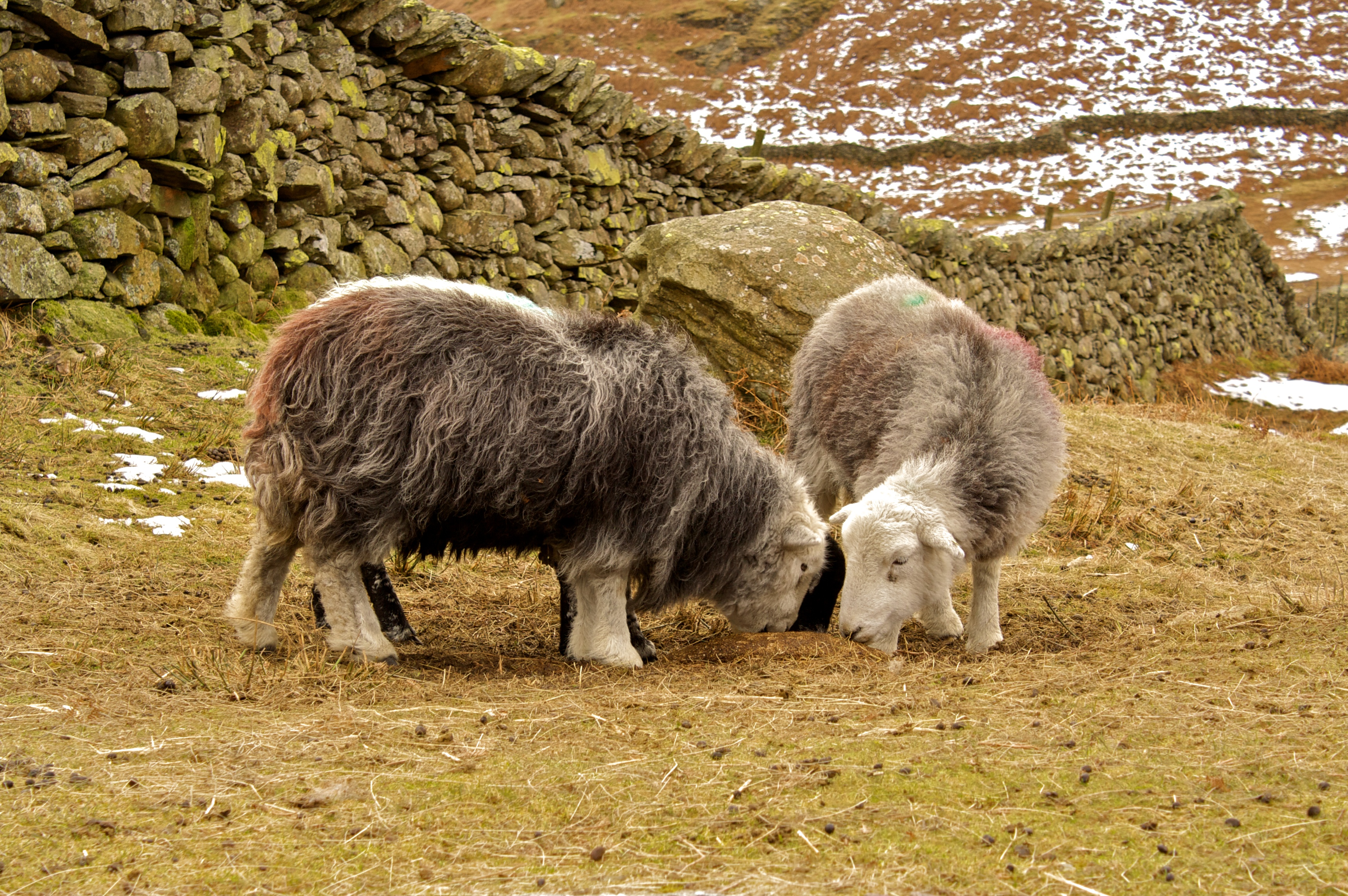
Herdwicks paturant en Cumbrie.

En 2008, un berger de l'Oregon importe de la semence de bélier herdwick aux États-Unis dans le cadre d'un programme d'élevage faisant intervenir l'insémination artificielle et devient le premier à importer cette race dans le pays.

## Description
Les agneaux herdwicks naissent entièrement noirs, et au bout d'un an leur couleur passe progressivement au marron foncé. Après la première tonte, leur toison s'éclaircit pour se rapprocher du gris. Les béliers portent des cornes, mais les femelles en sont dépourvues. Pour les expositions et les ventes aux enchères, la laine des herdwicks est traditionnellement marquée avec un crayon en cire de couleur. Les béliers sont également équipés de marqueurs sous le ventre pour montrer quelles brebis ont été saillies. Avant que des colorants chimiques existent, ils étaient faits avec du minerai de fer ou du graphite mélangé à de la graisse. Pendant de nombreuses années, la méthode légale pour identifier un troupeau était une entaille dans l'oreille des brebis, remplacée aujourd'hui par une boucle.

## Aptitudes
L'herdwick est une race à double aptitude, produisant des agneaux et des moutons à la viande savoureuse, mais également une laine grossière de couleur grise. Cette race peu précoce est l'une des plus rustiques des races britanniques, vivant dans les collines, résistant très bien au froid et aux intempéries du Lake District, à des altitudes pouvant atteindre 1 000 m. La plupart des herdwicks passent l'hiver dans la montagne, de décembre à avril. Elles sont alors laissées toutes seules, et pâturent librement sur les coteaux, sans alimentation complémentaire. Ce sont des animaux très territoriaux et chaque troupeau reste généralement dans un certain périmètre de la colline. Du fait des conditions particulièrement dures qu'il y règne, le taux de perte des agneaux peut atteindre 25 %. Les éleveurs apprécient particulièrement la capacité de cette race à se débrouiller toute seule l'hiver à moindre frais, et c'est pourquoi ils ne s'intéressent pas aux races plus productives présentes dans les plaines.
La laine grise des herdwicks est grossière et difficile à teindre, et est donc surtout utilisée pour fabriquer des tapis. C'est aussi un excellent isolant naturel qui peut être utilisé comme tel dans des bâtiments. La viande d'agneau et de mouton de race herdwick a un goût très particulier, et s'est trouvée notamment à l'honneur en étant servie au banquet qui a suivi le couronnement d'Élisabeth II en 1953. Les brebis herdwicks produisent des agneaux de boucherie de qualité, notamment si elles sont croisées avec des races mieux conformées, comme le suffolk, le charollais ou le texel.